# Corona navalis

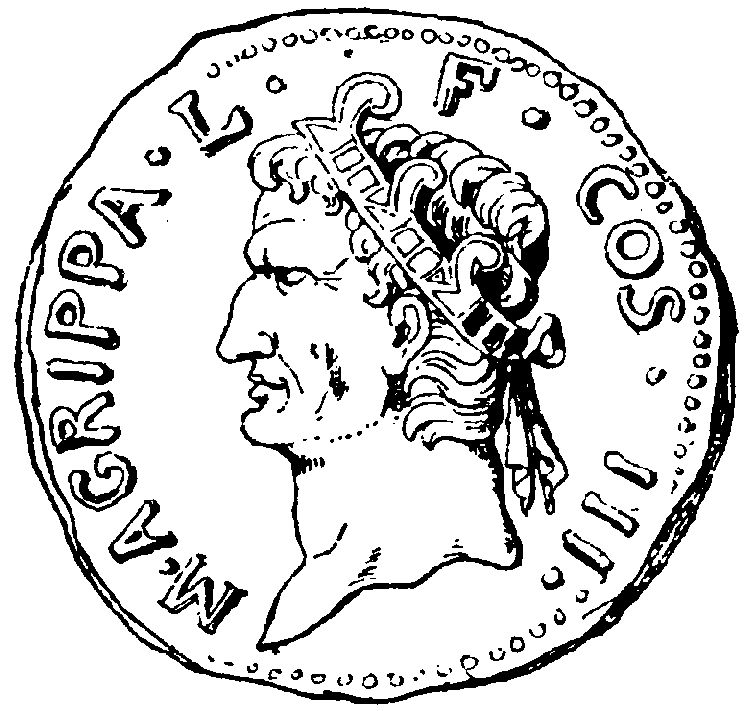
Agrippa mit der Corona navalis

Die Corona navalis (Schiffskrone), auch Corona rostrata (Schiffsschnabelkrone) oder Corona classica (Flottenkrone) war eine römische militärische Auszeichnung. Sie wurde in der römischen Marine an den Soldaten verliehen, der als Erster im Kampf den Fuß auf ein feindliches Schiff setzte und war damit vergleichbar der Corona muralis, die bei Belagerungen vergeben wurde. Sie bestand aus Gold und sah aus wie ein gewöhnlicher Lorbeerkranz mit eingearbeiteten Rammspornen. 
Die Auszeichnung wurde auch Konsuln zugesprochen, die als Admiral eine feindliche Flotte zerstörten. Marcus Terentius Varro erhielt sie von Gnaeus Pompeius Magnus im Krieg gegen die Piraten. Marcus Vipsanius Agrippa ist auf verschiedenen Münzen mit unterschiedlichen Formen der Corona navalis abgebildet.